# Лілі Джеймс
Лі́лі Хло́я Ніне́тт То́мсон (англ. Lily Chloe Ninette Thomson, професійно відома як Лі́лі Джеймс, англ. Lily James, нар. 5 квітня 1989, Ішер) — британська акторка.

## Біографія
Лілі Хлоя Нінетт Томсон народилася 5 квітня 1989 року в місті Ішер, Англія. Вчилася в школі мистецтв в місті Трінз. У 2010 році закінчила Ґілдхоллську школу музики і театру у Лондоні. Періодично грає в декількох англійських театрах. Користується псевдонімом Лілі Джеймс.
Лілі дебютувала на телебаченні в 2010 році, знявшись в 4 епізодах серіалу «Просто Вільям». У 2011 році вона знялася в 8 епізодах серіалу «Таємний щоденник дівчини за викликом». У 2012 році зіграла роль Корріна у фільмі «Гнів титанів». З 2012 року знімається в серіалі «Абатство Даунтон». У 2015 році вийшов фільм «Попелюшка», де вона зіграла головну роль.
У 2015 році отримала «Премію Гільдії кіноакторів США» у категорії «Найкращий акторський склад в драматичному серіалі» за роль в серіалі «Абатство Даунтон».

## Фільмографія

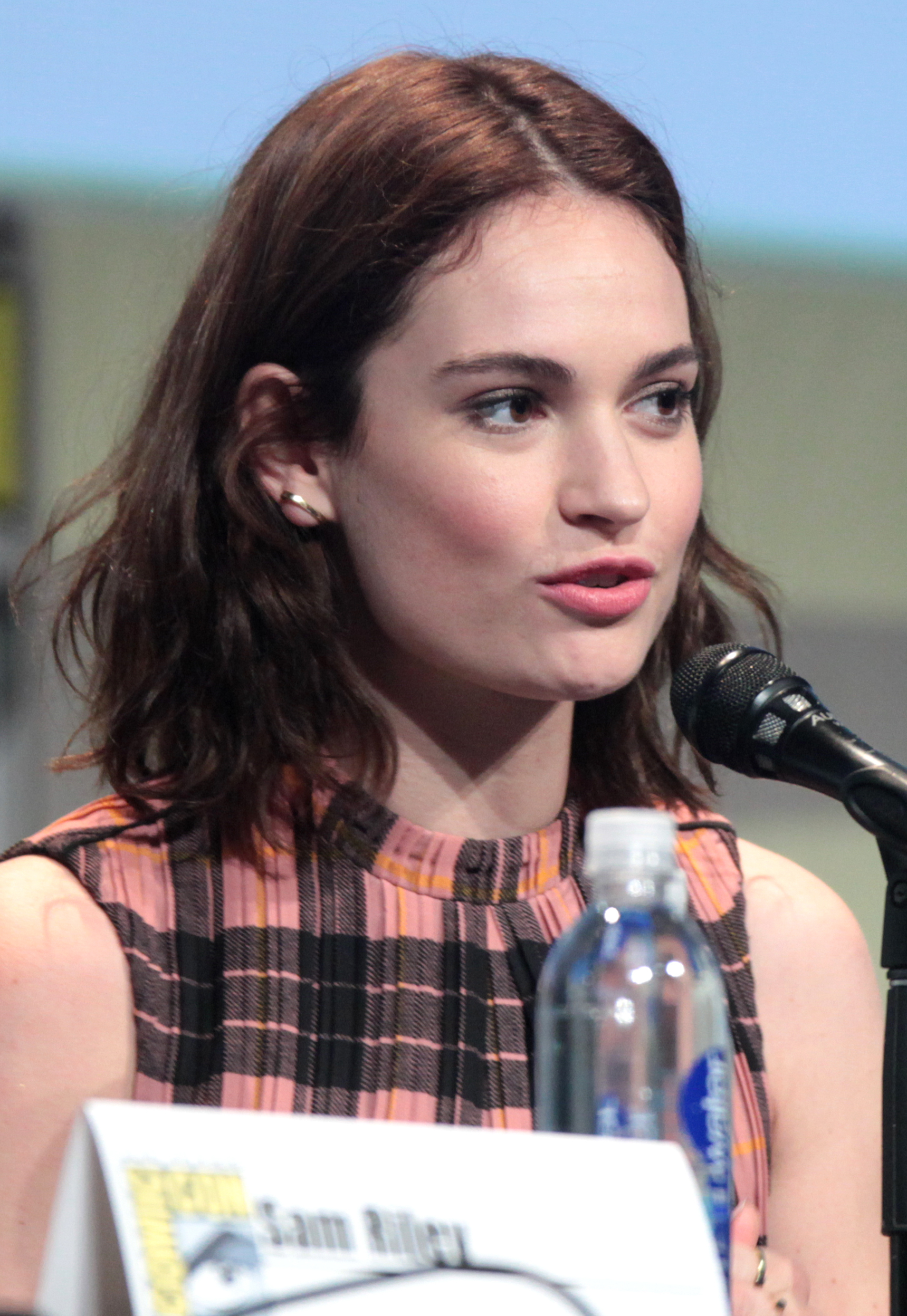
Лілі Джеймс у 2015 році

### Фільми
| Рік  |    | Українська назва                                                     | Оригінальна назва                                 | Роль                  |
| ---- | -- | -------------------------------------------------------------------- | ------------------------------------------------- | --------------------- |
| 2012 | ф  | Хімія                                                                | Chemistry                                         | Айнес                 |
| 2012 | ф  | Гнів титанів                                                         | Wrath of the Titans                               | Корріна               |
| 2012 | ф  | Зламані                                                              | Broken                                            | доросла Сканк         |
| 2012 | ф  | Швидкі дівчата                                                       | Fast Girls                                        | Ліза Темпл            |
| 2013 | кф |                                                                      | Silent Treatment                                  | дівчина               |
| 2014 | ф  | Текст Санти 2014                                                     | Text Santa 2014                                   | леді Роуз Макклер     |
| 2015 | ф  | Попелюшка                                                            | Cinderella                                        | Попелюшка             |
| 2015 | ф  | Шеф Адам Джонс                                                       | Burnt                                             | Сара                  |
| 2016 | ф  | Гордість і упередження і зомбі                                       | Pride and Prejudice and Zombies                   | Елізабет Беннет       |
| 2016 | ф  |                                                                      | The Exception                                     | Міке де Йонг          |
| 2016 | кф |                                                                      | The Tale of Thomas Burberry                       | Бетті                 |
| 2017 | ф  | На драйві                                                            | Baby Driver                                       | Дебора                |
| 2017 | ф  | Темні часи                                                           | Darkest Hour                                      | Елізабет Нел          |
| 2018 | ф  | Таємний клуб Гернсі любителів книг і пирогів з картопляного лушпиння | The Guernsey Literary and Potato Peel Pie Society | Джульєтта Ештон       |
| 2018 | ф  |                                                                      | Little Woods                                      | Деб Хейл              |
| 2018 | ф  | Мамма Міа! 2                                                         | Mamma Mia! Here We Go Again                       | Донна в юності        |
| 2019 | кф |                                                                      | One Red Nose Day and a Wedding                    | Міранда               |
| 2019 | ф  | Вчора                                                                | Yesterday                                         | Еллі Епплтон          |
| 2019 | ф  | Небезпечна жінка                                                     | Rare Beasts                                       | Крессіда              |
| 2020 | ф  | Ребекка                                                              | Rebecca                                           | друга місіс де Вінтер |
| 2021 | ф  | Розкопки                                                             | The Dig                                           | Пеггі Престон         |
| 2022 | ф  | До чого тут кохання?                                                 | What's Love Got to Do With It?                    | Зоя                   |
| 2023 | ф  | Залізний кіготь                                                      | The Iron Claw                                     | Пем Едкіссон          |
| 2024 | ф  | Шалені копи                                                          | Greedy People                                     | Пейдж Шеллі           |
| 2024 | ф  |                                                                      | Relay                                             | Сара Ґрант            |

### Телебачення
| Рік       |   | Українська назва                    | Оригінальна назва           | Роль                                  |
| --------- | - | ----------------------------------- | --------------------------- | ------------------------------------- |
| 2010      | с | Просто Уілльям                      | Just William                | Етель Браун (4 епізоди)               |
| 2011      | с | Таємний щоденник дівчини по виклику | Secret Diary of a Call Girl | Поппі (8 епізодів)                    |
| 2012—2015 | с | Абатство Даунтон                    | Downton Abbey               | леді Роуз Макклер Елдрідж (21 епізод) |
| 2016      | с | Війна і мир                         | War and Peace               | Наташа Ростова (6 епізодів)           |
| 2021      | с | Погоня за любов'ю                   | The Pursuit of Love         | Лінда Радлетт (3 епізоди)             |
| 2022      | с | Пем і Томмі                         | Pam & Tommy                 | Памела Андерсон (8 епізодів)          |

## Особисте життя
Довгий час, від 2014 року, зустрічалася з Меттом Смітом, з яким навіть провела разом карантин.[джерело?]
Але в липні 2020 року з'явилися чутки про роман Лілі Джеймс та Кріса Еванса. Пару помітили разом, коли актори разом доїхали до клубу Mark's Club, звідки потім попрямували в готель, скориставшись окремими входами.